# Prefontaine Classic 2010
Il Prefontaine Classic 2010 è stata la 36ª edizione dell'annuale meeting di atletica leggera Prefontaine Classic ed ha avuto luogo, allo Hayward Field di Eugene, dalle ore 11:00 alle 14:50 UTC-8 del 3 luglio 2010. Il meeting è stato anche la sesta tappa della IAAF Diamond League 2010.

## Programma
Il meeting ha visto lo svolgimento di 18 specialità, 8 maschili e 10 femminili: di queste, 7 maschili e 8 femminili erano valide per la Diamond League. Oltre a queste, era inserita nel programma una gara sui 1000 metri, di livello inferiore.
| # | Orario | Specialità       |
| - | ------ | ---------------- |
| 1 | 12:14  | Lancio del disco |
| 2 | 13:09  | 1000 m           |
| 3 | 13:16  | Getto del peso   |
| 4 | 13:43  | Salto in lungo   |
| 5 | 13:46  | 110 m hs         |
| 6 | 14:02  | 5000 m           |
| 7 | 14:27  | 200 m            |
| 8 | 14:46  | Miglio           |

| #  | Orario | Specialità             |
| -- | ------ | ---------------------- |
| 1  | 11:00  | Lancio del martello    |
| 2  | 12:16  | Salto triplo           |
| 3  | 12:30  | Salto con l'asta       |
| 4  | 12:38  | 5000 m                 |
| 5  | 13:03  | 400 m hs               |
| 6  | 13:19  | 3000 m siepi           |
| 7  | 13:31  | Lancio del giavellotto |
| 8  | 13:35  | 800 m                  |
| 9  | 13:56  | 100 m                  |
| 10 | 14:35  | 400 m                  |

     Specialità valide per la Diamond League

## Risultati
Di seguito i primi tre classificati di ogni specialità. Con w si indica una prestazione con vento favorevole superiore a 2 m/s.

### Uomini
| Specialità       |                    | Prestazione | 2º classificato   | Prestazione | 3º classificato      | Prestazione |
| 200 m            | Walter Dix         | 19.72       | Tyson Gay         | 19.76       | Ryan Bailey          | 20.17       |
| 1000 m           | Abubaker Kaki      | 2'13.62     | Boaz Lalang       | 2'14.83     | Nick Symmonds        | 2'16.35     |
| Miglio           | Asbel Kiprop       | 3'49.75     | Amine Laalou      | 3'50.22     | Mekonnen Gebremedhin | 3'50.68     |
| 5000 m           | Tariku Bekele      | 12'58.93    | Dejen Gebremeskel | 12'59.30    | Imane Merga          | 13'00.18    |
| 100 m hs         | David Oliver       | 12.90 =     | Ryan Wilson       | 13.16       | Ronnie Ash           | 13.19 =     |
| Salto in lungo   | Irving Saladino    | 8.46 m w    | Dwight Phillips   | 8.41 m      | Jinzhe Li            | 8.29 m w    |
| Getto del peso   | Christian Cantwell | 22.41 m     | Dylan Armstrong   | 21.33 m     | Adam Nelson          | 21.16 m     |
| Lancio del disco | Piotr Małachowski  | 67.66 m     | Zoltán Kővágó     | 67.55 m     | Jason Young          | 66.95 m     |

     Atleti al primo posto nella classifica di specialità.
     Prestazione che stabilisce il nuovo record del meeting.

### Donne
| Specialità             |                   | Prestazione | 2ª classificata    | Prestazione | 3ª classificata     | Prestazione |
| 100 m                  | Veronica Campbell | 10.78       | Carmelita Jeter    | 10.83       | Lashauntea Moore    | 10.99       |
| 400 m                  | Allyson Felix     | 50.27       | Amantle Montsho    | 50.30       | Shericka Williams   | 50.31       |
| 800 m                  | Mariya Savinova   | 1'57.56     | Nancy Jebet Langat | 1'57.75     | Janeth Jepkosgei    | 1'57.84     |
| 5000 m                 | Tirunesh Dibaba   | 14'34.07    | Shalane Flanagan   | 14'49.08    | Sally Kipyego       | 14'54.50    |
| 400 m hs               | Lashinda Demus    | 53.03       | Kaliese Spencer    | 53.78       | Josanne Lucas       | 55.08       |
| 3000 m siepi           | Milcah Cheywa     | 9'26.70     | Marta Domínguez    | 9'29.61     | Sofia Assefa        | 9'30.05     |
| Salto triplo           | Nadezhda Alekhina | 14.62 m     | Olga Rypakova      | 14.45 m     | Erica Mclain        | 14.33 m     |
| Salto con l'asta       | Fabiana Murer     | 4.58 m      | Anna Rogowska      | 4.58 m      | Yuliya Golubchikova | 4.48 m      |
| Lancio del martello    | Tatyana Lysenko   | 75.98 m     | Betty Heidler      | 74.87 m     | Sultana Frizell     | 70.76 m     |
| Lancio del giavellotto | Kara Patterson    | 65.90 m     | Martina Ratej      | 64.40 m     | Barbora Špotáková   | 61.12 m     |

     Atlete al primo posto nella classifica di specialità.
     Prestazione che stabilisce il nuovo record del meeting.